# Thaida
Thaida – rodzaj pająków z rodziny Austrochilidae i podrodziny Austrochilinae. Zasiedla Chile i przyległe tereny Argentyny. Obejmuje dwa opisane gatunki: T. peculiaris i T. chepu.

## Morfologia

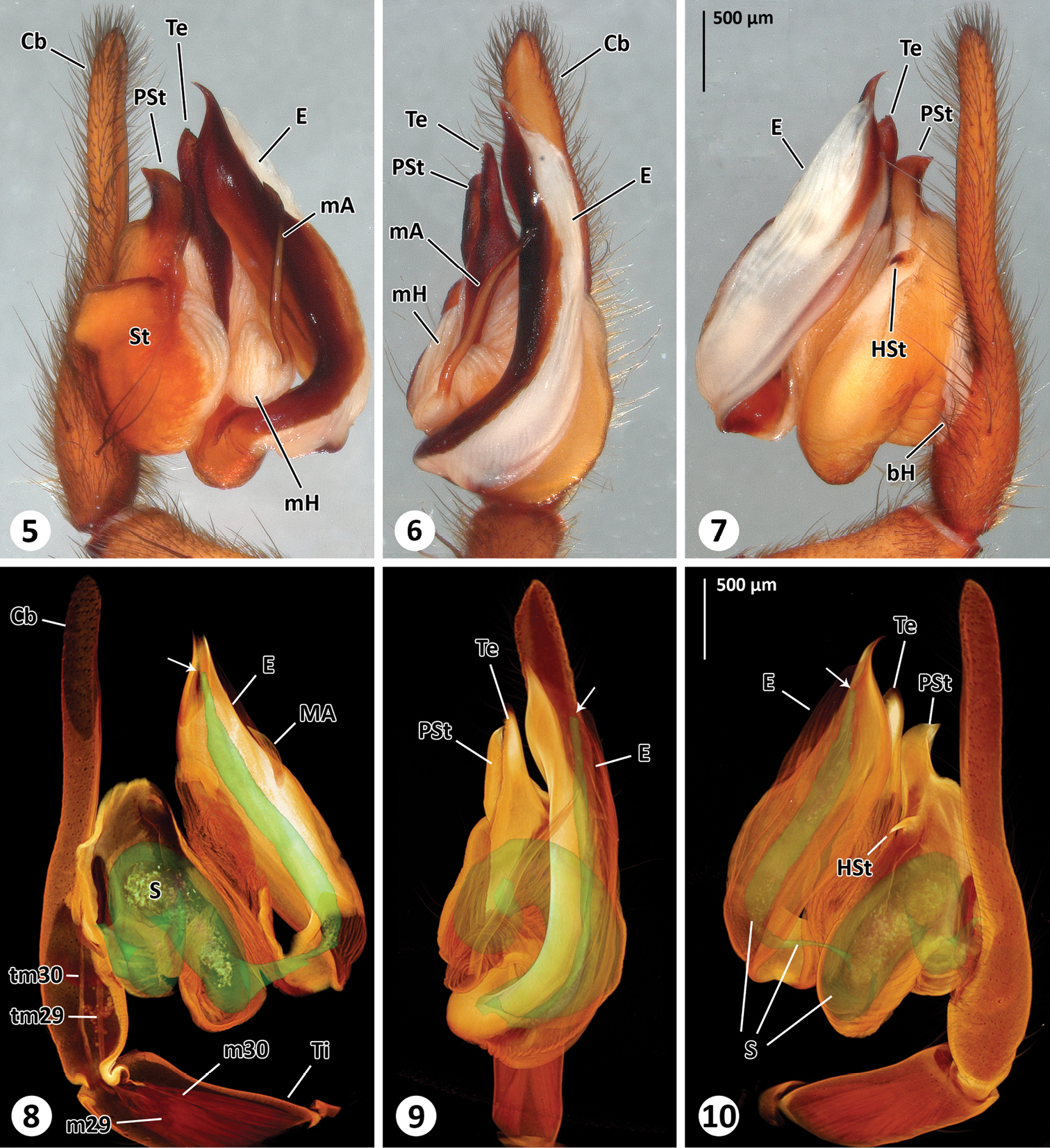
Aparat kopulacyjny samca T. chepu. Cb: cymbium, Te: tegulum, St: subtegulum, HSt: hak subtegulum, PSt: wyrostek subtgulum, E: embolus, mA: apofyza medialna, mH: haematodocha medialis, bH: haematodocha basalis, S: spermofor, Ti: goleń, m29–30: mięśnie i tm29–30: ich ścięgna.

Pająki o długości ciała od 8 do 16 mm. Kształt ich karapaksu jest owalny z niską, wyraźnie ku przodowi zwężoną częścią głowową, a jego ubarwienie żółtawe z ciemniejszymi przepaskami. Jamki karapaksu są Y-kształtne. Ośmioro okrągłych w zarysie oczu rozmieszczonych jest w dwóch rzędach. W widoku od góry oczy przednio-środkowe leżą bardziej z przodu niż przednio-boczne, a tylno-środkowe w jednej linii z tylno-bocznymi lub nieco bardziej z tyłu. W widoku od przodu oczy w przednim rzędzie leżą w jednej linii, a tylno-środkowe leżą wyżej od tylno-bocznych. Przednio-środkowa para oczu jest większa niż u rodzaju Austrochilus. Długie i smukłe odnóża mają silne kolce i zwieńczone są trzema ząbkowanymi pazurkami. Owalną, brązową z różnie wykształconym wzorem opistosomę (odwłok) porastają długie, ciemne, sterczące szczecinki. Kądziołki przędne obecne są w liczbie trzech par. Siteczko przędne jest krótkie, szerokie i niepodzielone.
Nogogłaszczki samców mają wąskie i wydłużone cymbium oraz dość skomplikowanej budowy bulbus, przyczepiony krótką hematodochą bazalną do małego, owalnego alweolusa. Tegulum i subtegulum są zespolone, zaopatrzone w małą i ostrą apofizę retrolateralną, otoczoną słabiej zesklerotyzowanym oskórkiem oraz w dodatkową apofizę dystalną. Proksymalnie tegulum-subtegulum łączy się z długim, masywnym konduktorem. Długa, włóczniopodobna apofiza terminalna i krótki, słabszej niż u Austrochilus budowy embolus oddzielone są od konduktora dużą hematodochą dystalną.
Samice mają epigynum z małym, przednim skapusem na powierzchni przedniej i niekiedy wyraźną sklerotyzacją tuż za nim. Przednia i tylna para spermatek ma osobne otwory, a pomiędzy nimi leży pionowo zorientowana płytka poprzeczna o uwpuklonym środkowym odcinku przedniej krawędzi. Narządy rozrodcze wewnętrzne z przodu podzielone są na obejmujący płytkę porowatą płat przedni i zaopatrzony w odsiebne, wydłużone rozszerzenie płat środkowy, zaś z tyłu mają formę długiej i spłaszczonej kieszeni.

## Biologia i ekologia
Pająki te konstruują duże, napowietrzne, poziome sieci łowne. Są one dobrze widoczne dzięki białawej barwie przędzy. Zbudowane są z pojedynczej warstwy nici, tworzących nieregularną siatkę. Z jednej strony sieć taka zakrzywia się w lejek, który przechodzi w oprzęd, zakończony np. pod korzeniami drzew, kamieniami lub w długim pęknięciu skalnym. Miejsca te służą pająkowi za kryjówkę w ciągu dnia. Noc spędza zwisając z sieci. Większe ofiary są owijane siecią przed konsumpcją. Oprzędy samic często zawierają po kilka kokonów jajowych.
W sieciach przedstawicieli rodzaju spotkać można Sofanapis antillanca – drobnego, kleptopasożytniczego pająka z rodziny Anapidae. 

## Rozprzestrzenienie
Thaida jest taksonem neotropikalnym, ograniczonym w swym zasięgu do wilgotnych lasów strefy umiarkowanej w południowym i południowo-środkowym Chile oraz przyległych terenach Argentyny, przy czym w Chile występują oba jego gatunki, a w Argentynie stwierdzono tylko T. peculiaris.

## Taksonomia
Rodzaj ten opisany został w 1880 roku przez Ferdinanda Karscha, wówczas dla pojedynczego gatunku: T. peculiaris, opisanego w tej samej pracy. W 1967 Pekka T. Lehtinen przeniósł go z lejkowcowatych do Thaididae, synonimizując z nim rodzaj Austrochilus. W 1987 Raymond Forster, Norman I. Platnick i Michael R. Gray wprowadzili stosowany do dziś układ, w którym Thaida i Austrochilus to dwa rodzaje należące do podrodziny Austrochilinae, a ta wraz z podrodziną Hickamniinae tworzy rodzinę Austrochilidae. W pracy tej Platnick opisał również drugi gatunek z rodzaju: T. chepu. W 2017 Ward Wheeler i współpracownicy opublikowali wyniki wielkoskalowej, molekularnej analizy filogenetycznej, które potwierdzają grupę siostrzaną relację między Austrochilus i Thaida i tym samym monofiletyzm Austrochilinae.